# Elsanor
Elsanor es un área no incorporada en el condado de Baldwin, Alabama, Estados Unidos. Elsanor se encuentra en la ruta 90, a 7,7 millas (12,4 km) al este de Robertsdale.

## Historia
La comunidad lleva el nombre de Elsa Norton, cuyo esposo donó la tierra y el dinero para la escuela de la comunidad.